# Martijn Dambacher
Martijn Dambacher (Venlo, 22 oktober 1979) is een Nederlandse schaker, sinds 2014 een grootmeester (GM). Acht keer won hij het kampioenschap van de provincie Limburg: in 1998, 2000, 2001, 2007, 2008, 2011, 2014 en 2015.

## Resultaten
Als jeugdspeler won hij in 1992 de C-groep (t/m 14 jaar) en in 1995 de B-groep (t/m 16 jaar) van het Open Nederlands Jeugdschaak Kampioenschap.
In 2002 won hij het eerste Open Nederlands Studenten SnelSchaak Kampioenschap (ONSSSK).
In maart 2005 won hij in het Brabantse Eersel de "Grote Prijs" van de regio Kempen.
Hij won meerdere snelschaak- en blitzschaak-toernooien, waaronder in 2003, 2004 en 2005 het snelschaaktoernooi van de Edese Schaakvereniging, en in 2004 en 2005 het Hyfass Advies-snelschaaktoernooi. Het toernooi in 2005 werd op 8 oktober georganiseerd door de SV Bergen. Dambacher won het toernooi met 8 punten uit 9 ronden. Er waren 42 deelnemers, en het speeltempo was 15 minuten per persoon. De Oekraïense grootmeester Aleksandar Berelovitsj eindigde op de tweede plaats terwijl de Russische internationaal meester Andrej Orlov derde werd.
In de jaren 2005 t/m 2009 was hij de hoogst eindigende vanuit de Limburgse Schaakbond op het Open Limburgs Kampioenschap snelschaak.
Dambachers hoogste Elo-rating was 2511 in juni 2019, waarmee nummer 19 was op Nederlandse Elo-ranglijst.

## Titels
In oktober 2005 werd hij Internationaal Meester (IM) en in augustus 2014 grootmeester (GM).
De normen voor de IM-titel in oktober 2005 behaalde hij bij het Lost Boys-toernooi 2002 in Amsterdam, in de Nederlandse Meesterklasse seizoen 2003/04 en bij een toernooi in Amsterdam in juli 2005.
De normen voor de GM-titel in augustus 2014 behaalde hij in de Nederlandse Meesterklasse seizoen 2006/07, bij de European Club Cup 2010 in Plovdiv, bij het Nederlands kampioenschap schaken voor teams in 2010 en in de tweede klasse van de Duitse bondscompetitie seizoen 2013/14.

## Schaakverenigingen
Dambacher speelde in Nederland onder meer voor de schaakclubs Blerickse SV en SC Utrecht. Met SC Utrecht nam hij in 2007 en 2009 deel aan de European Club Cup. Sinds seizoen 2013/14 speelt hij bij HMC Calder.
In België speelt hij voor KSK 47 Eynatten. Met deze vereniging werd hij in 2005, 2010, 2011, 2014 en 2017 kampioen van België en nam hij deel aan de European Club Cups van 2006, 2008 en 2010 t/m 2014.
In Duitsland speelde hij sinds seizoen 2004/05 voor SV Turm Bergheim, vanaf seizoen 2007/08 speelde hij voor Schachfreunde Gerresheim uit Düsseldorf, in de tweede klasse van de Duitse bondscompetitie (en in de Noordrijn-Westfaalse competitie) en vanaf seizoen 2012/13 voor DJK Aufwärts St. Josef Aachen in de eerste klasse van de Duitse bondscompetitie (en in de NRW-competitie).

## Externe koppelingen
- (en)   Informatie over schaakpartijen van Martijn Dambacher op ChessGames.com
- (en)   Informatie over schaakpartijen van Martijn Dambacher op 365chess.com
- (en)  FIDE-ratinggegevens voor Martijn Dambacher

Thomas Beerdsen · Benjamin Bok · Daan Brandenburg · Twan Burg · Martijn Dambacher · Erik van den Doel · Jan Hein Donner† · Sipke Ernst · Max Euwe† · Jorden van Foreest · Lucas van Foreest · Anish Giri · Hugo ten Hertog · Ruud Janssen · Harmen Jonkman · Robin van Kampen · Robby Kevlishvili · David Klein · Erwin l'Ami · Koen Leenhouts · Friso Nijboer · Peng Zhaoqin · Jeroen Piket · Lodewijk Prins† · Roeland Pruijssers · Hans Ree · Dimitri Reinderman · Casper Schoppen · Jan Smeets · Ivan Sokolov · Maarten Solleveld · Gennadi Sosonko · Wouter Spoelman · Daniël Stellwagen · Paul van der Sterren · Robin Swinkels · Jan Timman · Sergei Tiviakov · Yge Visser · Dennis de Vreugt · Liam Vrolijk · Max Warmerdam · Karel van der Weide · Loek van Wely · Jan Werle · John van der Wiel